# Noordelijke roestborstdwergmierpitta
De noordelijke roestborstdwergmierpitta (Grallaricula ferrugineipectus) is een zangvogel uit de familie Grallariidae (mierpitta's).

## Verspreiding en leefgebied
Deze soort komt voor in Colombia en Venezuela en telt twee ondersoorten:
- G. f. rara: oostelijk Colombia en noordwestelijk Venezuela.
- G. f. ferrugineipectus: noordoostelijk Colombia en noordelijk Venezuela.

## Status
De grootte van de populatie is niet gekwantificeerd maar de soort wordt omschreven als vrij algemeen. Op de Rode lijst van de IUCN heeft deze soort de status niet bedreigd.